# Chi Chôm chôm
Chi Chôm chôm (danh pháp khoa học: Nephelium) là một chi của khoảng 23 loài thực vật có hoa trong họ Bồ hòn (Sapindaceae), có nguồn gốc ở khu vực Đông Nam Á, Assam, Bangladesh và miền đông Trung Quốc. Một vài loài đã du nhập vào Angola, Costa Rica, quần đảo Tiểu Sunda, Sri Lanka, Trinidad và Tobago.
Các loài cây trong chi này là cây thường xanh thân gỗ với lá kép hình lông chim và quả dạng quả hạch ăn được; trong đó một loài là N. lappaceum (chôm chôm) là loài cây cung cấp quả có giá trị thương mại. Chi này có quan hệ họ hàng gần gũi với các chi như chi Vải (Litchi) và nhãn (Dimocarpus).

## Các loài
- Nephelium aculeatum
- Nephelium compressum
- Nephelium costatum
- Nephelium cuspidatum
  - Nephelium cuspidatum var. bassacense
  - Nephelium cuspidatum subvar. beccarianum
  - Nephelium cuspidatum subvar. dasyneurum
  - Nephelium cuspidatum var. eriopetalum
  - Nephelium cuspidatum var. multinerve
  - Nephelium cuspidatum var. ophiodes
  - Nephelium cuspidatum var. robustum
- Nephelium daedaleum
- Nephelium hamulatum
- Nephelium havilandii
- Nephelium hypoleucum
- Nephelium juglandifolium
- Nephelium lappaceum (đồng nghĩa: Dimocarpus crinita, Euphoria nephelium) - chôm chôm
  - Nephelium lappaceum thứ lappaceum (đồng nghĩa: Nephelium glabrum)
  - Nephelium lappaceum thứ pallens (đồng nghĩa: Nephelium chryseum, Nephelium mutabile thứ pallens) - chôm chôm vàng, vải lông
  - Nephelium lappaceum thứ xanthioides (đồng nghĩa: Nephelium xanthioides)
- Nephelium laurinum
- Nephelium macrophyllum
- Nephelium maingayi
- Nephelium meduseum
- Nephelium melanomiscum
- Nephelium melliferum
- Nephelium papillatum
- Nephelium ramboutan-ake (đồng nghĩa: N. mutabile, Litchi ramboutan-ake) - pulasan
- Nephelium reticulatum
- Nephelium subfalcatum
- Nephelium toong
- Nephelium topengii (đồng nghĩa: Nephelium lappaceum thứ topengii, Xerospermum topengii) - chôm chôm Hải Nam
- Nephelium uncinatum